# Domenico Cavalca
Domenico Cavalca est un écrivain ascétique, dont les ouvrages font autorité dans la langue italienne.

## Biographie
Domenico Cavalca était contemporain du célèbre Dante. Né en Toscane, à Vicopisano, il embrassa la vie religieuse dans l’Ordre des Prêcheurs, et se distingua pour la prédication. Il s'occupa de plusieurs monastères féminins et fonda en 1342 celui de Santa Marta dont les premières religieuses furent des pénitentes converties par lui. Une chronique manuscrite du couvent de Ste-Catherine de Pise, citée par Giovanni Gaetano Bottari, fixe sa mort au mois de novembre 1342. Ainsi les auteurs des Scriptor. ordin. prædicator se seraient trompés en attestant que Cavalca vivait à la fin du XVe siècle. Quelques biographes, prétendent qu’il a traduit du grec plusieurs ouvrages ; mais on n’en connaît aucun, et rien ne prouve qu’il ait été réellement un helléniste. Tiraboschi revendique pour Simon Fidati, religieux augustin, mort en 1348, quelques-uns des traités publiés sous le nom de Cavalca, qui n’en serait que le traducteur.

## Œuvres

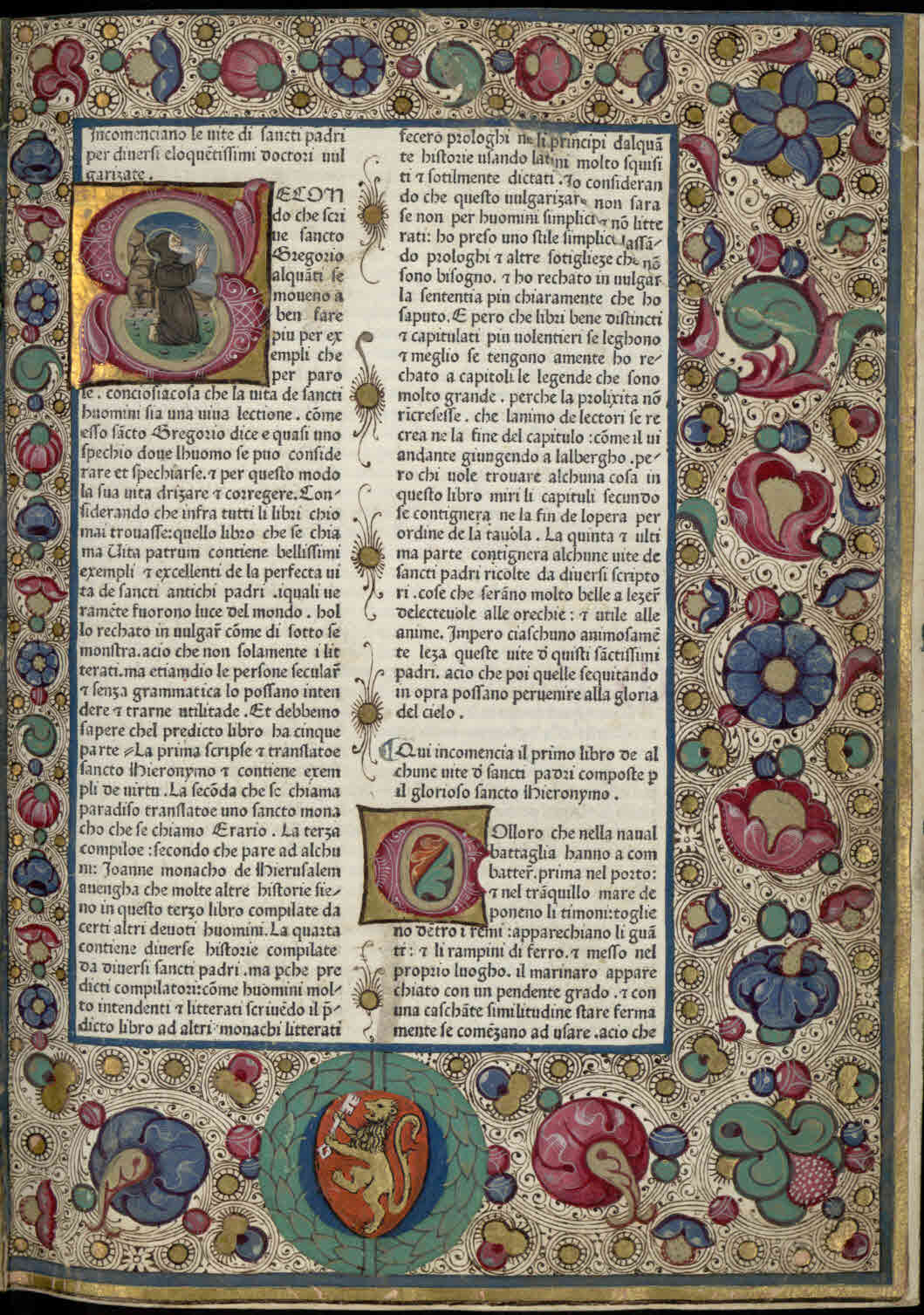
Vitas patrum, 1474 ca.

Indépendamment de traductions italiennes de quelques opuscules de Saint-Jérôme, de plusieurs vies des Pères (les Vitae Patrum) et d’un dialogue de Saint-Grégoire, sur lesquelles on trouve d’amples détails dans le t. 2 de la Bibliot. degli autori antichi volgarizzati du P. Paitoni, on connaît de Cavalca :
- El tractato dicto pongie lingua, Rome, Phil. de Lignamine, 1472, petit in-fol., édition rare et précieuse pour les amateurs de l’histoire de la typographie, parce qu’elle est précédée d’une lettre de Johannes Philippus de Lignamine, adressée au pape Sixte IV, qui contient des détails sur l’époque de l’établissement de son atelier et la liste des divers ouvrages déjà sortis de ses presses. Le P. Audiffredi cite dans son Catalogus editionum Roman., p. 117, une autre édition, sans date, in-fol., qu’il regarde comme la première. Bartolommeo Gamba, Serie, p. 167, en indique une de Florence, 1490, in-fol., plus correcte que toutes les précédentes. Les autres éditions du XVe et du XVIe siècle sont peu recherchées. Mais il n’en est pas de même de celle de Rome, 1751, in-8°, que l’on doit au savant Bottari, lequel a donné de nouvelles éditions de tous les ouvrages de Cavalca, précédées de dissertations excellentes.
- Specchio di Croce, etc., Milan, 1480, in-4°[3]; ibid., 1484, 1487, même format ; Rome, 1738, in-8°.
- Frutti della lingua, Florence, 1493, in-fol. ; Rome, 1754, in-8°.
- Medicina del cuore, ovvero libro della patienza, Florence, 1490, in-4° ; Rome, 1756, in-8°.
- La Disciplina degli spirituali, Florence, 1487, in-4°, avec le Trattato delle trenta slollizie, sans date, in-4° ; Rome, 1757, in-8°.
- Esposizione del simbolo degli apostoli, Venise, 1489, in-4° ; Rome, 1763, in-8°. Tous ces ouvrages sont cités par la Crusca. Pour ne point allonger inutilement cet article, on s’est contenté de mentionner les éditions qui sont le plus recherchées des curieux. Pour les autres, on peut consulter les Annales typographiques de Panzer, et les Scriptor. ordin. præd., t. Ier, p 878.